# Dierennest
Een dierennest, vaak kortweg nest, wordt door verschillende dieren gebouwd.
- Vogelnest,
- een nest gebouwd door reptielen, bijvoorbeeld door krokodilachtigen,
- een nest gebouwd door vissen of amfibieën, vaak een schuimnest,
- een insectennest, bijvoorbeeld een wespennest.

Het nest van een roofvogel wordt een horst genoemd.